# 巻信用組合
巻信用組合（まきしんようくみあい）は、新潟県新潟市西蒲区巻甲に本店を置く信用組合。略称は、まきしん。

## 概要
- 1952年6月 設立。
- 営業地域は新潟市（旧豊栄市、旧新津市、旧中蒲原郡亀田町・小須戸町・横越町の地区を除く）と燕市、弥彦村[2]。
- 9つある店舗は全て新潟市内（西蒲区7、南区1、西区1）。
- ATMでは、しんくみ お得ねっと提携信用組合のカードによる出金は自組合扱いとなる。
- 農業向け融資も手掛けており、日本政策金融公庫と連携している[3]。